# 紹莫吉州
紹莫吉州（匈牙利語：Somogy megye）是匈牙利西南部的一個州，南鄰克羅地亞。面積6,065平方公里，人口312,084（2015年）。首府為考波什堡。

## 行政區域

### 区份
- 包尔奇区
- 丘尔戈区
- 福纽德区
- 考波什堡区
- 毛尔曹利区
- 瑙吉奥塔德区
- 希欧福克区
- 陶布区

### 市镇
下設一个州级市、15个城镇、两个大村和227个村庄。